# Opeka
Opeka ili cigla zidni je građevinski materijal koji se dobiva oblikovanjem, sušenjem i pečenjem plastične smjese glinenog materijala, pijeska i vode. Opeka je najmasovniji proizvod keramičke industrije.
Vrste opeka su: puna opeka, šuplja opeka, zidni blokovi, specijalna opeka itd.
Puna opeka dobiva se pečenjem, strojnim ili ručnim oblikovanjem gline. Fasadne pune opeke su elementi od pečene gline. Marke opeke su: 10, 15, 20 bar (jedinica) (0,1 Mpa). Namijenjene su izradi vanjskih i unutrašnjih zidova. Radijalne opeke su pune opeke ili opeke s vertikalnim rupama izrađene od pečene gline. Namijenjene su za izradu slobodno stojećih kružnih dimnjaka svih promjera i visina kao i bunkera, silosa i drugih objekata. Poroznost opeke postiže se dodavanjem lako sagorivih materijala (npr. drvenih strugotina) glinenoj masi tijekom izrade opeke. Ova opeka ima veliki broj ravnomjerno raspoređenih pora i šupljina u svojoj masi koji joj daju osobine dobrog toplinskog i zvučnog izolatora. Šuplje opeke i blokovi od gline elementi su od pečene gline s vertikalnim ili horizontalnim šupljinama. Namijenjene su za izradu vanjskih i unutrašnjih zidova. 

## Uvjeti kvalitete
Kvalitetna opeka ima pravilan oblik, pravilne rubove i ravne strane. Dimenzije su 250/120/65 mm. Površina može biti glatka ili izbrazdana s dubinom brazde do najviše 5 mm. Pukotine u pravcu debljine su dozvoljene, s time da ne budu jedna nasuprot drugoj.
- Marka pune opeke je 7,5; 10; 15; 20 (bar 0,1 Mpa).
- Postotak upijanja vode mora iznositi u prosjeku min 6 %.
- Treba biti otporna na mraz.
- Ne smije sadržavati soli topljivih u vodi više od 2 %.
- Ne smije sadržavati živo vapno u količini i veličini koja bi štetno utjecala na trajnost opeke, odnosno dovela do raspadanja i oštećenja.
- Skladištenje se vrši u pravilnim slojevima, po markama. Isporučuje se s ambalažom ili bez nje, ali se utovar i istovar obavljaju bez bacanja.

## Vatrostalna opeka
Vatrostalna opeka, ponekad se naziva i šamotna opeka, proizvodi se od manjeg dijela vatrostalne gline i većeg dijela mljevenog praha već prije pečene vatrostalne opeke. Vatrostalna opeka može izdržati temperaturu od 1580 °C, pa se upotrebljava uglavnom za obloge ložišta i donjih dijelova dimnjaka. Slično vatrostalnoj (šamotnoj) opeci upotrebljavaju se kao osnovni vatrostalni materijali magnezitna, dolomitna i boksitna opeka, a kao kiseli vatrostalni materijali silika-blokovi i dinas-blokovi. Kiselootporne opeke upotrebljavaju se u agresivnim sredinama gdje djeluju sumporna ili solna kiselina i lužine (baze).

## Vanjske poveznice
- opeka i crijep Hrvatska tehnička enciklopedija, portal hrvatske tehničke baštine. LZMK